# Jean Van Hoof
Jean Van Hoof (23 juni 1934) is een Belgische voormalige atleet, die gespecialiseerd was in de lange afstand. Hij werd eenmaal Belgisch kampioen.

## Biografie
Van Hoof werd in 1957 Belgisch kampioen op de 5000 m. Hij was aangesloten bij Lyra.

## Belgische kampioenschappen
| onderdeel | jaar |
| --------- | ---- |
| 5000 m    | 1957 |

## Persoonlijk record
| Onderdeel | Prestatie | Datum | Plaats |
| --------- | --------- | ----- | ------ |
| 5000 m    | 14.30,4   |       |        |

## Palmares
5000 m
- 1957:  BK AC - 14.43,6